# Termoli
Termoli est une ville italienne de la province de Campobasso, dans la région Molise. Elle borde la mer Adriatique et comporte deux plages. Elle est l'unique sortie de l'autoroute A14 Bologna-Taranto pour la région Molise.

## Géographie

### Site
Termoli se situe à 114 km au sud de Pescara, à 66 km au nord-est de Campobasso et à 89 km au nord de Foggia. Le vieux bourg (borgo vecchio) est entouré de murs qui enserrent ses maisons blanches, au pied de la mer et des plages.

### Climat
| Mois                              | jan. | fév. | mars | avril | mai  | juin | jui. | août | sep. | oct. | nov. | déc. | année |
| --------------------------------- | ---- | ---- | ---- | ----- | ---- | ---- | ---- | ---- | ---- | ---- | ---- | ---- | ----- |
| Température minimale moyenne (°C) | 6    | 6,1  | 7,9  | 10,4  | 14,8 | 18,7 | 21,5 | 21,7 | 18,7 | 14,8 | 10,4 | 7,5  | 13,2  |
| Température moyenne (°C)          | 8,4  | 8,6  | 10,7 | 13    | 17,7 | 21,6 | 24,4 | 24,5 | 21,6 | 17,5 | 13   | 9,9  | 15,9  |
| Température maximale moyenne (°C) | 10,8 | 11,1 | 13,4 | 16,1  | 20,5 | 24,4 | 27,2 | 27,3 | 24,4 | 20,2 | 15,5 | 12,3 | 18,6  |
| Précipitations (mm)               | 25   | 26   | 21   | 27    | 23   | 20   | 24   | 28   | 45   | 41   | 48   | 31   | 359   |

| Diagramme climatique                                  |           |           |            |            |            |            |            |            |            |            |           |
| J                                                     | F         | M         | A          | M          | J          | J          | A          | S          | O          | N          | D         |
| 10,8625                                               | 11,16,126 | 13,47,921 | 16,110,427 | 20,514,823 | 24,418,720 | 27,221,524 | 27,321,728 | 24,418,745 | 20,214,841 | 15,510,448 | 12,37,531 |
| Moyennes : • Temp. maxi et mini °C • Précipitation mm |           |           |            |            |            |            |            |            |            |            |           |

## Histoire
En octobre 1943, lors de la Campagne d'Italie, pendant la Seconde Guerre mondiale, la ville fut l'enjeu de combats intenses entre les unités d'élite britanniques du Special Boat Service (SBS), commandé par Paddy Mayne et du Special Air Service (SAS) chargées de prendre le port de Termoli contre une unité d’élite allemande, la Première Division Fallschirmjäger.

## Événement commémoratif
Le 4 août, un feu d'artifice y est lancé du port tous les ans.

## Politique et administration

### Administration
| Période                                  | Période  | Identité                       | Étiquette     | Qualité                 |
| ---------------------------------------- | -------- | ------------------------------ | ------------- | ----------------------- |
| 1985                                     | 1995     | Remo Di Giandomenico           | DC            |                         |
| 1995                                     | 1997     | Lino Di Sapia                  | PDS, PRC      |                         |
| 1997                                     | 1997     | Maria Nicolina Testa           |               | Commissaire préfectoral |
| 1997                                     | 1997     | Gianfranco Casilli             |               | Commissaire régional    |
| 1997                                     | 2002     | Alberto Montano                | CCD           |                         |
| 2002                                     | 2006     | Remo Di Giandomenico           | Centre-droit  |                         |
| 2006                                     | 2009     | Vincenzo Greco                 | Centre-gauche |                         |
| 2009                                     | 2010     | Roberto Aragno                 |               | Commissaire préfectoral |
| 2010                                     | 2014     | Basso Michele Antonio Di Brino | PdL           |                         |
| 2010                                     | 2014     | Laura Scioli                   |               | Commissaire préfectoral |
| 2014                                     | 2019     | Angelo Sbrocca                 | PD            |                         |
| 2019                                     | En cours | Francesco Roberti              | Centre-droit  |                         |
| Les données manquantes sont à compléter. |          |                                |               |                         |

### Hameaux
Airino, Casa La Croce, Colle della Torre, Colle Granata, Colle Macchiuzzo, Litorale Nord, Mucchietti, Passo San Rocco, Porticone, Rio Vivo, Santa Maria degli Angeli (Difesa Grande), Santa Maria Valentino

### Communes limitrophes
Campomarino, Guglionesi, Petacciato, Portocannone, San Giacomo degli Schiavoni

### Jumelages
- Chorzów (Pologne) depuis 2001.
- Pompano Beach (États-Unis) depuis 2017.

## Démographie

### Évolution démographique
Habitants recensés

### Ethnies et minorités étrangères
Selon les données de l’Institut national de statistique (ISTAT) au 31 décembre 2016, la population étrangère résidente (déclarée) était de 1 518 personnes, soit 18,2 % de la population totale de la commune.
Les nationalités majoritairement représentatives étaient :
| Pos. | Pays de naissance | Population (au 31/12/2016) |
| ---- | ----------------- | -------------------------- |
| 1    | Roumanie          | 586                        |
| 2    | Albanie           | 119                        |
| 3    | Pologne           | 92                         |
| 4    | Ukraine           | 82                         |
| 5    | Tunisie           | 59                         |
| 6    | Chine             | 47                         |
| 7    | Nigeria           | 44                         |
| 8    | Bangladesh        | 34                         |
| 9    | Pakistan          | 33                         |
| 10   | Maroc             | 32                         |
| 11   | Autres            | 390                        |
|      | Total             | 1 518                      |

## Sports
La ville dispose de son propre stade, le Stade Gino Cannarsa, qui accueille la principale équipe de football de la ville, le Termoli Calcio 1920.
- Football: Termoli Calcio 1920, fondé en 1920 sous le nom d'Unione Sportiva Termoli.
- Basket-ball: Airino Termoli, fondé en 1984.

## Lieux et monuments

### Architecture religieuse
- Cathédrale de Termoli (Cattedrale di Santa Maria della Purificazione),
- Église Saint Timothée (Chiesa San Timoteo),
- Église Jésus crucifié (Chiesa Gesù Crocifisso),
- Église du Carmel (Chiesa del Carmelo),
- Église du Sacré-Cœur-de-Jésus (Chiesa Sacro Cuore di Gesù),
- Église Saint François d'Assise (Chiesa San Francesco d'Assisi),
- Église Saint Pierre et Saint Paul (Chiesa Santi Pietro e Paolo),
- Église Sainte-Marie-des-Anges (Chiesa Santa Maria degli Angeli),
- Église  (Chiesa Maria SS. della Vittoria in Valentino),
- Église Notre-Dame de Grâces (Chiesa della Madonna delle Grazie),

### Architecture militaire
- Château souabe (Castello svevo)
- Tour du Meridiano (Torre del Meridiano)
- Tour du Sinarca (Torre del Sinarca)
- Tour du Belvédère (Torretta Belvedere)
- Tour Tornola (Torre Tornola)

### Architecture civile
- Palais épiscopal (Palazzo vescovile),
- Palais Ragni (Palazzo Ragni),
- Place Saint-Antoine (Piazza Sant'Antonio),
- Monument aux morts (Monumento ai caduti),
- Monument aux personnages illustres de Termoli (Monumenti ai personaggi illustri di Termoli),

## Galerie de photos

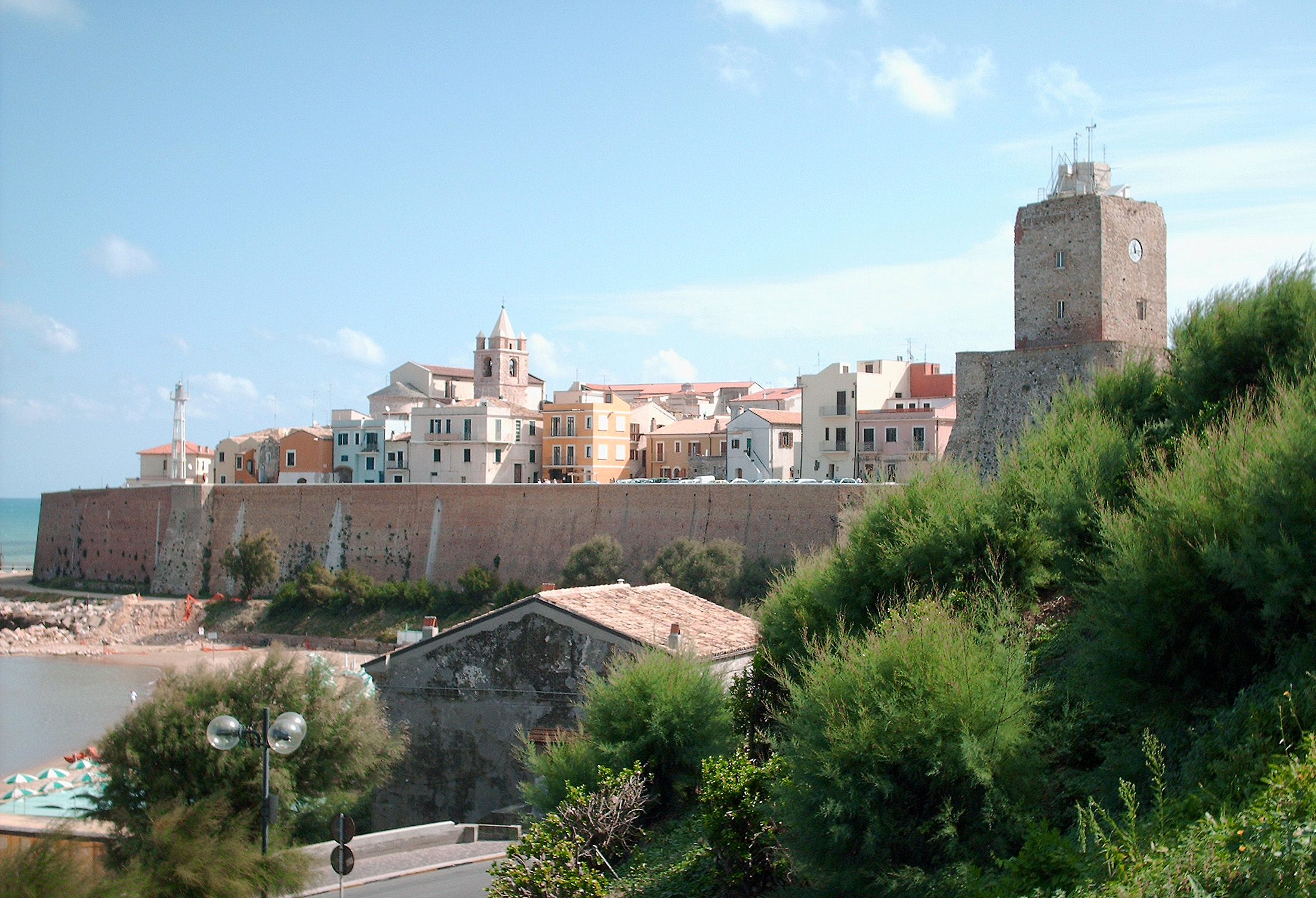
Le bourg antique
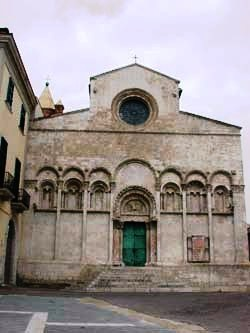
La cathédrale
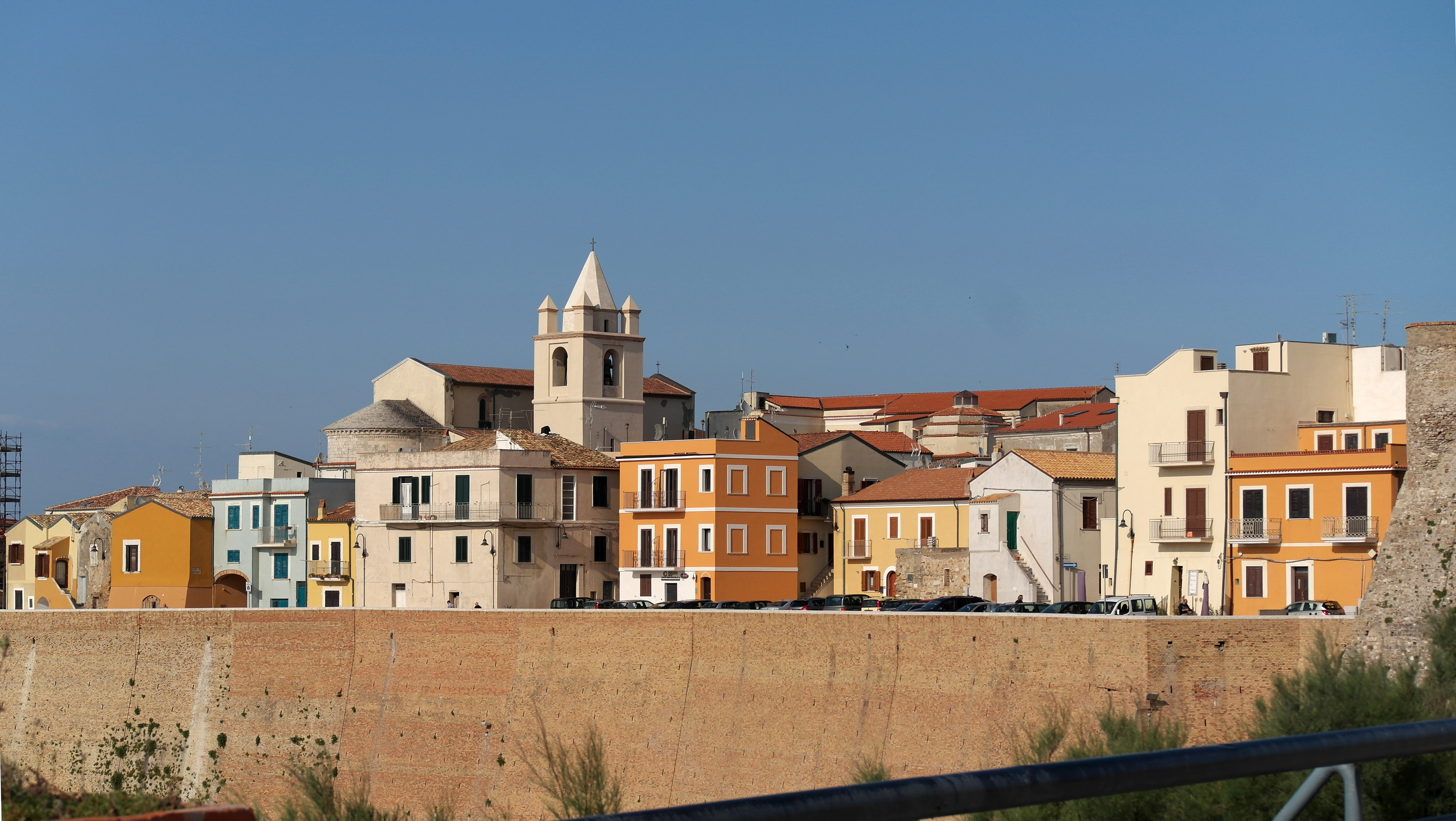
Vieux bourg
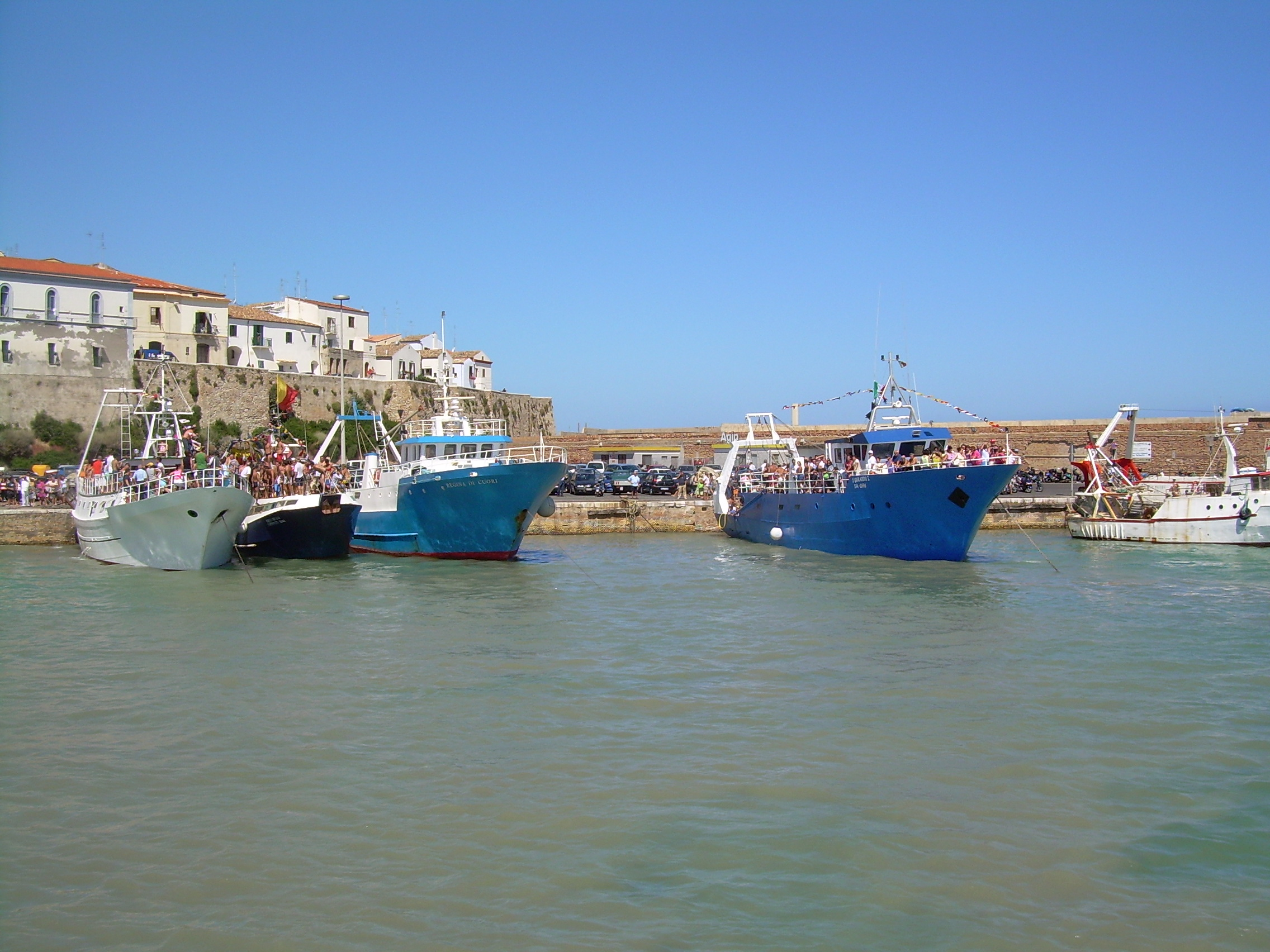
Port
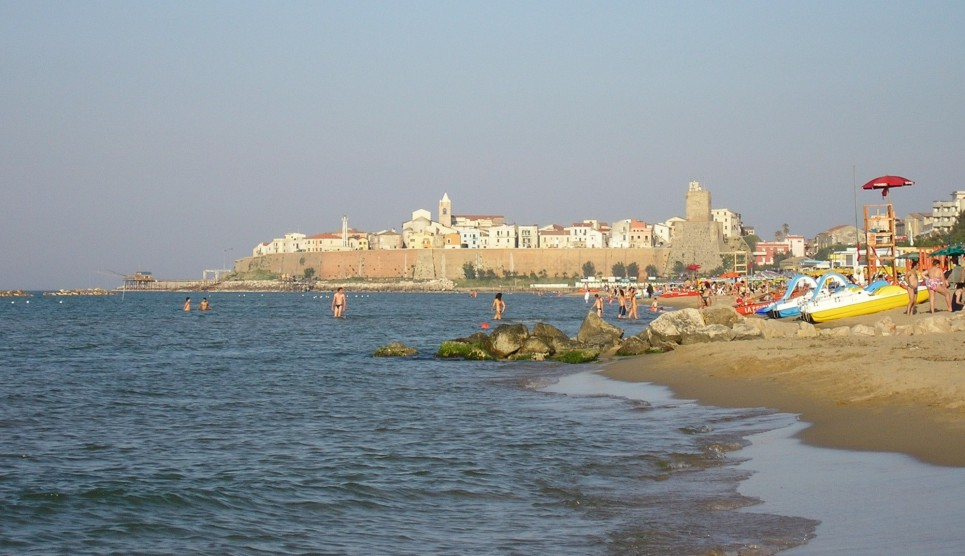
Plages